# Eurylochos
Eurylochos var en av Odysseus ledsagare under dennes irrfärder. Bland annat var han den ende som undkom från Kirkes hus medan de andra blev förvandlade till svin. 
En annan person med samma namn var en son till Aigyptos.